# NGC 5048
NGC 5048 is een elliptisch sterrenstelsel in het sterrenbeeld Waterslang. Het hemelobject werd op 30 maart 1835 ontdekt door de Engelse astronoom John Herschel.

## Synoniemen
- ESO 443-87
- MCG -5-31-41
- AM 1312-280
- PGC 46179